# Maria Tchekhova (féministe)
Pour les articles homonymes, voir Tchekhov (homonymie).
Maria Aleksandrovna Tchekova, née Argamakova, (18 janvier 1866 – 8 avril 1934) était une féministe, enseignante et pédagogue russe. Elle a été l'une des fondatrices de l'Union pan-russe pour l'égalité des femmes (Soiuz Ravnopraviia Zhenshchin) en 1905, puis présidente de la branche de Moscou de la Ligue pan-russe pour l'égalité des femmes (en).   

## Biographie
Maria Aleksandrovna est née le 18 janvier 1866 à Saint-Pétersbourg, dans une famille d'enseignants. Sa mère meurt quand elle avait six ans et son père se remarie en 1877. Quand il est muté à Irkoutsk en Sibérie, trois ans plus tard, elle reste à Saint-Pétersbourg et vit avec sa grand-mère jusqu'à son mariage avec un collègue, Nicolaï Tchekhov en 1890,. 
Elle fait ses études au département de mathématiques au cours pédagogiques féminins de Saint-Pétersourg, et obtient en 1886 le diplôme d'enseignante avec une majeure en mathématiques. Elle fonde sa propre école dans la capitale en 1889, école qui existera jusqu'en 1916. Le couple part ensuite, de 1890 à 1904, en province où ils créent plusieurs écoles pour jeunes filles. Ils ont quatre filles et trois fils,. 
Ils emménagent à Moscou en 1904, où ils ont rejoignent l'Union des enseignants et le mouvement de libération,. Elle continue à enseigner, dans des cours d'éducation ouvrière, puis dans un lycée pour femmes et fonde également un jardin d'enfant pour l'intelligentsia.
En février 1905, elle participe à la création de création de l'Union pan-russe pour l'égalité des femmes, et devient secrétaire de cette organisation. Elle est l'éditeur de 1905 à 2909 de la revue l'Union des Femmes (Soiuz Zhenshchin). Elle est membre au comité d'organisation du Premier congrès des femmes pan-russe en 1908, et participe au congrès de 1910 pour combattre la prostitution,. 
En 1909, après la dissolution de l'Union pour l'égalité des femmes, elle devient présidente de la branche de Moscou de la Ligue pan-russe pour l'égalité des femmes (en), tout en continuant ses activités pédagogiques. 
Après la révolution de Février, elle participe au congrès pan-russe des femmes d'avril 1917, et figure sur les listes de la Ligue pour les élections à l'assemblée constituante russe de 1918.
Après la révolution d'octobre, elle arrête toute activité politique et féministe et se consacre à l'enseignement. Son mari, Nikolaï Tchekhov, sera un enseignant renommé dans le système soviétique. Elle meurt en 1934, et son activité pionnière féministe est effacée des mémoires par le nouveau pourvoir,.

## Action et portée
Lorsqu'au début de la Révolution russe de 1905, la revendication d'un suffrage universel est mise en avant, les libéraux sont surtout préoccupés à garantir le droit de vote pour les hommes, sans investir politiquement sur le même droit pour les femmes. Maria Tchekhova fait partie des femmes qui portent cette revendication jusqu'au succès. Elle joue un rôle important dans l'organisation des pétitions pour le droit de vote des femmes et pour l'égalité des droits juridiques, adressées à la Douma d'État de l'Empire russe. Ses relations dans les régions ont également aidé au développement rapide de l'Union pour l'égalité des femmes hors de Saint-Pétersbourg et de Moscou.
Elle est reconnue pour son activité pédagogique, et pour ses créations d'établissements, notamment pré-scolaires.
Elle a formé avec son mari un couple correspondant aux idéaux-types de l'intelligentsia libérale russe : investi dans l'éducation, l'action humanitaire, notamment pour les victimes des famines des années 1890,  et dans les luttes pour les droits politiques. Nikolaï Tchekhov a été à ses côtés le seul membre masculin du bureau central de l'Union pour l'égalité des femmes à sa création,.